# Freddy Coronel
Freddy Javier Coronel Ortíz (n. Asunción, Paraguay; 22 de julio de 1989) es un jugador de fútbol paraguayo, que se desempeña como mediocampista y actualmente milita en Independiente de Cauquenes de la Segunda División Profesional de Chile.
Internacional con la selección paraguaya sub-20, que participó en el campeonato sudamericano sub-20 año 2009, que se disputó en Venezuela, tuvo una destacada actuación en el equipo que logró el subcampeonato y la clasificación al mundial de la categoría desarrollada en Egipto.

## Clubes
| Club                    | País       | Año       |
| ----------------------- | ---------- | --------- |
| Libertad                | Paraguay   | 2009      |
| Sol de América          | Paraguay   | 2010      |
| Sportivo Luqueño        | Paraguay   | 2011      |
| Rubio Ñu                | Paraguay   | 2012-2013 |
| Sportivo Luqueño        | Paraguay   | 2014      |
| Independiente Rivadavia | Argentina  | 2014-2015 |
| FC Akzhayik             | Kazajistán | 2016-2017 |
| Kyzyl-Zhar SK           | Kazajistán | 2018-2019 |
| General Díaz            | Paraguay   | 2019-2021 |
| Independiente           | Chile      | 2022-     |